# 成田実生
成田 実生（なりた みお、2006年12月18日 - ）は、日本の女子競泳選手。種目は個人メドレー。東京都葛飾区出身。2025年世界水泳選手権400m個人メドレー銀メダリスト。

## 経歴
葛飾区立金町小学校、葛飾区立常盤中学校出身・淑徳巣鴨高等学校出身、明治大学在学中。
2021年10月、世界短水路選手権日本代表に選ばれる。
2022年国際大会代表選考会の400m個人メドレーで4分36秒71のタイムで2位に入ってジュニア世界記録と日本中学記録を更新し、また派遣標準記録を突破して2022年アジア競技大会の代表に内定した。
2023年4月の第99回日本選手権水泳競技大会で200m、400m個人メドレーで優勝。同年7月の世界水泳選手権に日本代表選手として出場。同年9月のアジア大会では400m個人メドレーで3位に輝いた。続くJAPAN OPEN 2023でも200mおよび400m個人メドレーで優勝。
2024年3月19日、競泳パリ五輪代表選考会は女子400m個人メドレーで4分35秒40で派遣標準記録（4分38秒53）を突破して優勝し、初の五輪代表に決まった。
2024年パリオリンピック競泳女子400m個人メドレーでは決勝まで進出し、4分38秒83のタイムで6位だった。
2025年世界水泳選手権の400m個人メドレーに出場し、4分33秒26の自己ベストで銀メダルを獲得した。

## 主な実績
- 2021年日本選手権兼東京オリンピック選考会　200m個人メドレー4位[12]　400m個人メドレー4位[13]
- 2021年全国中学　200m個人メドレー優勝・大会新[14]　400m個人メドレー2位[15]
- 2022年春JO　200m個人メドレー優勝・大会新[16]　400m個人メドレー優勝・中学新[17]

## ギャラリー

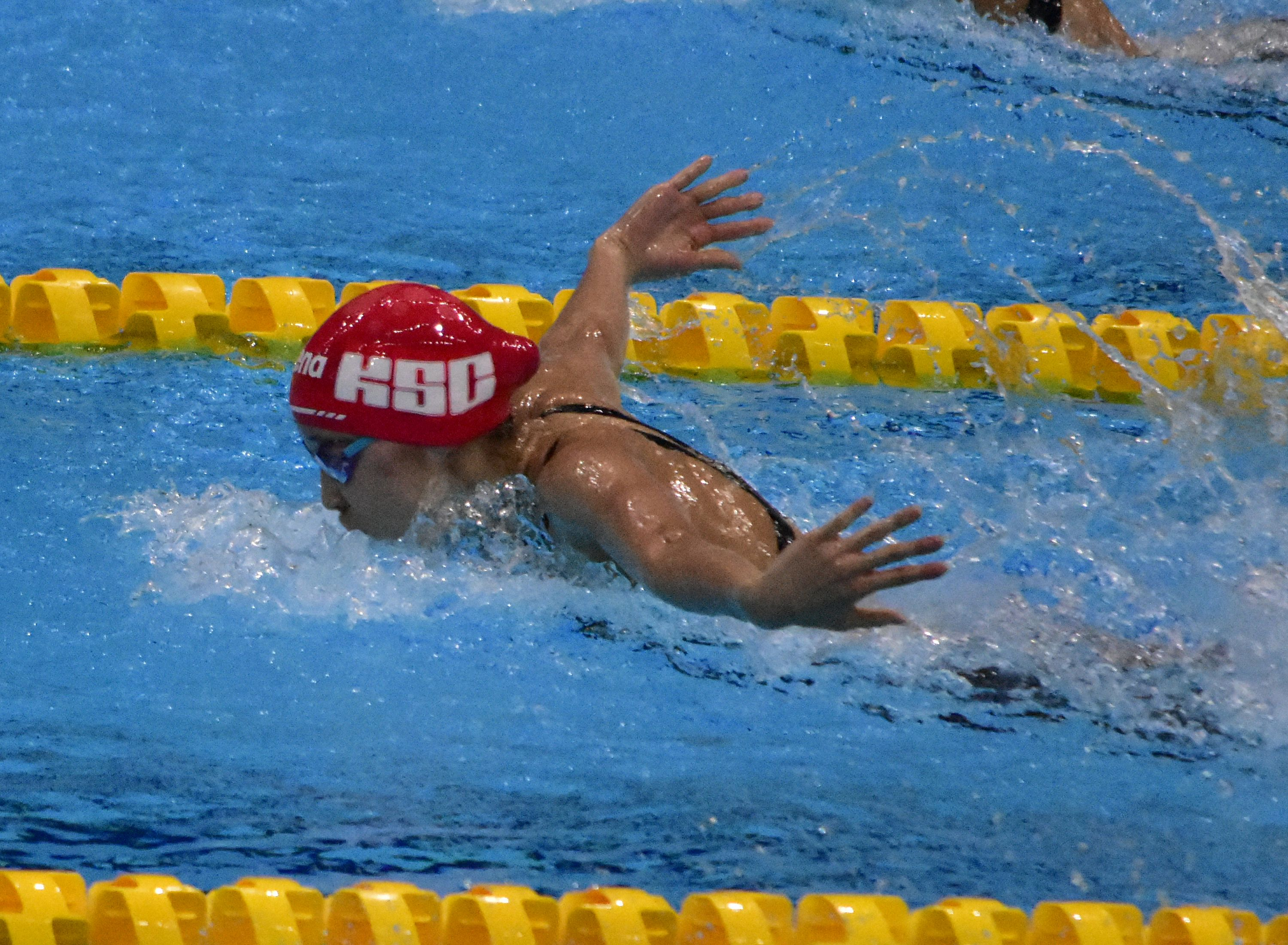
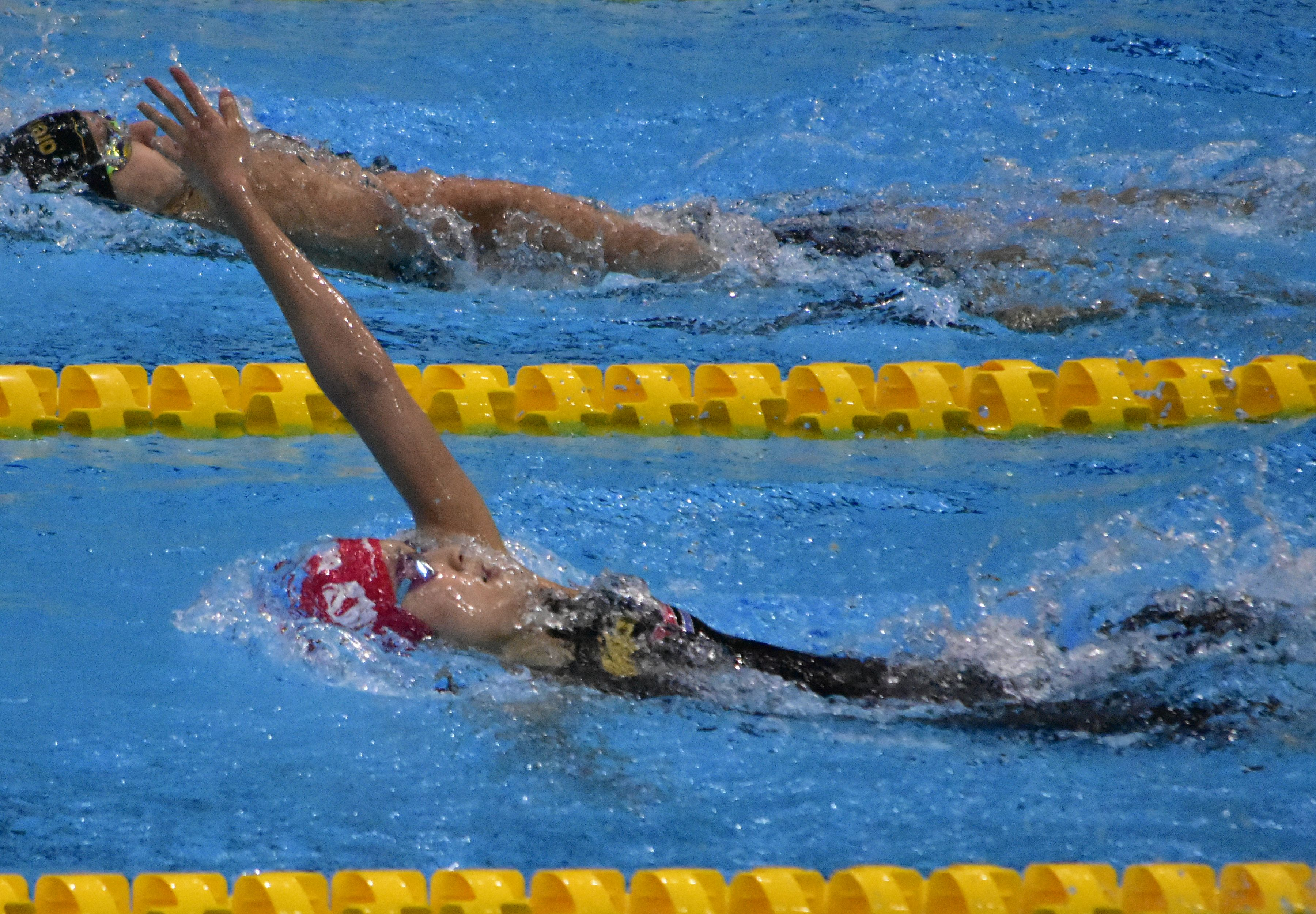
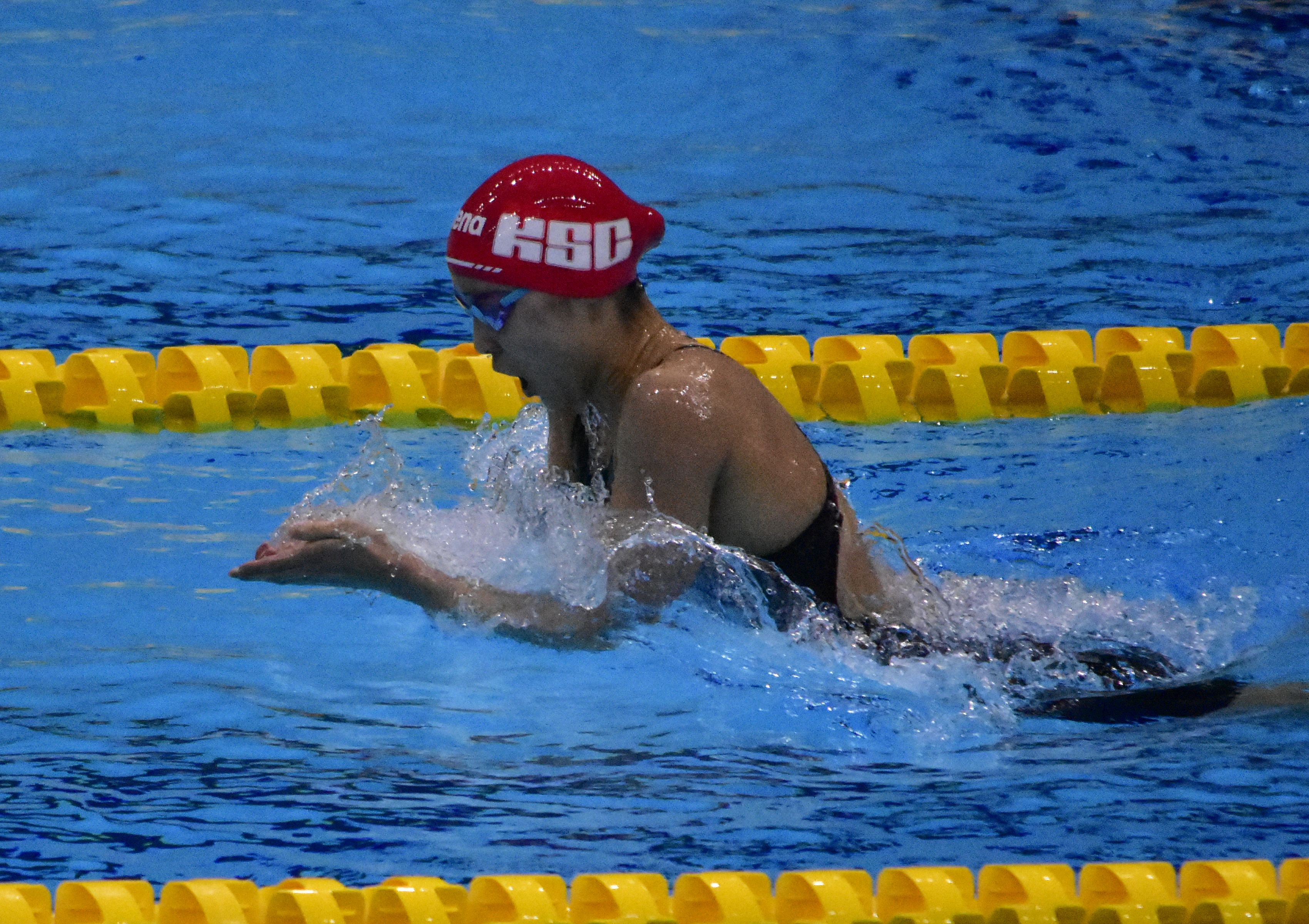
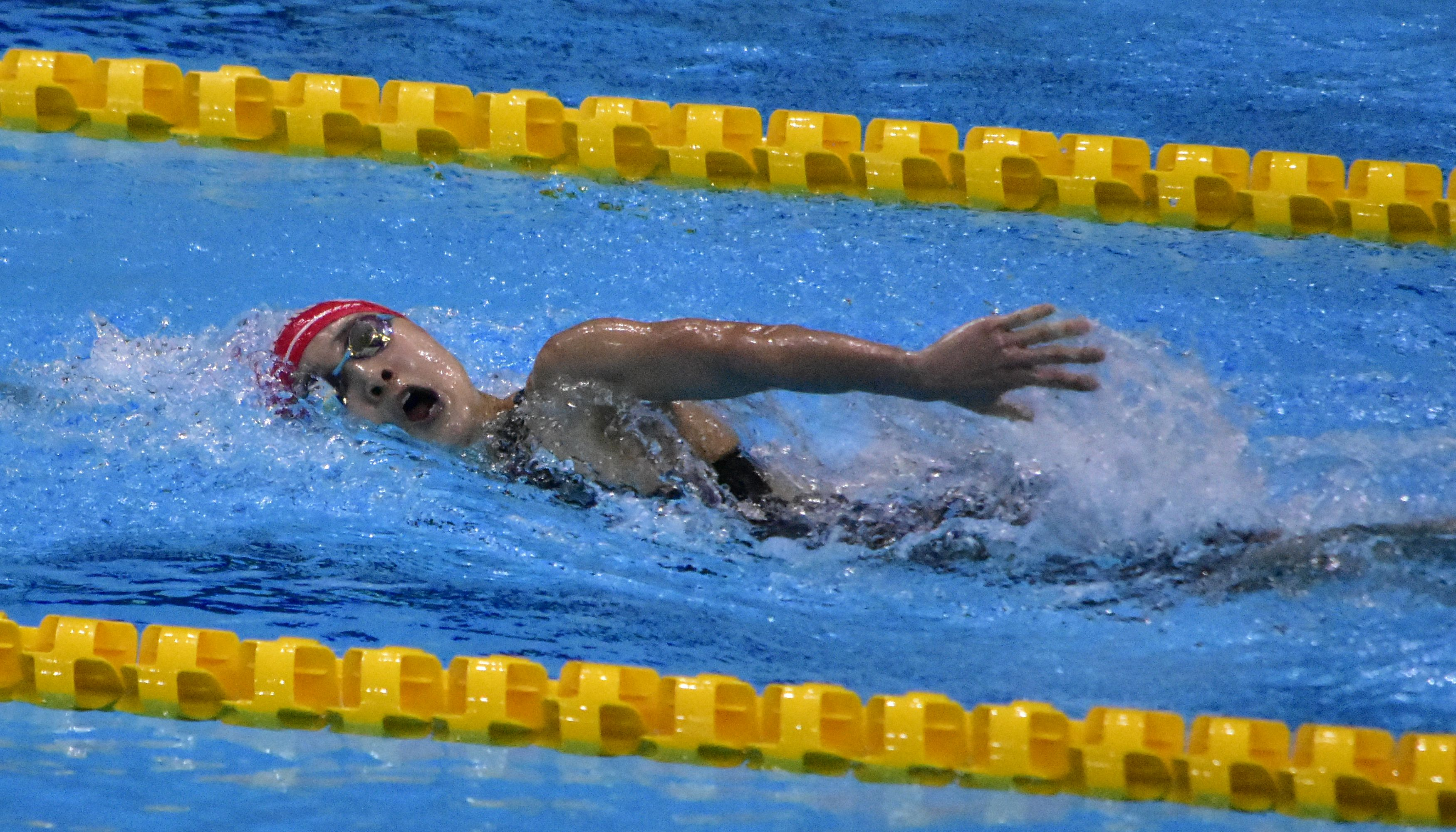

第99回日本選手権水泳競技大会 400m個人メドレー決勝（東京アクアティクスセンター 2023年4月9日）